# Ybl Lajos
Ybl Lajos lovag, teljes születési nevén Ybl Lajos János Mihály (Pest, 1855. szeptember 25. – Budapest, 1934. január 24.) műépítész, várkapitány.

## Élete
Édesapja idősb Ybl Lajos lovag, a váltótörvényszék elnöke külföldi egyetemeken taníttatta fiát, eleinte Bécsben, majd Stuttgartban tanult. Nagybátyja Ybl Miklós volt, akinek műtermében volt lehetősége gyakorolni, tervezőirodájában pedig bérpaloták mellett villákat, templomokat és középületeket is tervezett, amelyek közül az akkor hatalmas tornyúnak számító hódmezővásárhelyi városháza épületét, a temesvári millenniumi templomot, a selmecbányai főgimnáziumot emelik ki munkásságából. Ő tervei alapján épült fel az akkori Magyarország számos gyermekmenhelyet, Budapesten és még tizennégy vidéki városban. A Fehér Kereszt Kórházak több épülete is az ő tervei alapján valósult meg.
Építészi tevékenységét idővel a Monarchián belül megvalósuló kultúrdiplomáciai működése váltotta fel, amikor udvari szolgálatba lépett. 1895-ben I. Ferenc József budapesti és gödöllői várkapitánnyá nevezte ki. Ez a poszt akkoriban nagyon jelentős, magas rangú kinevezésnek számított, ugyanakkor kényes, és nagy tapintatot, körültekintést igénylő személyiséget kívánt. Ybl Lajos kineveztetése kapcsán különösen Erzsébet királyné bizalmát érdemelte ki. A budai várépítés, várfejlesztések idején neki volt köszönhető, hogy a bécsi udvar részéről minden akadály elhárult a vár teljes kiépítése elől, miután a várépítési bizottságban ő képviselte a királyi házat. 
1901-ben saját kérésére visszavonult. Fiatal korában már a Vaskoronarend lovagja lett, később a souverain máltai lovagrend  I. osztályú keresztjének és számos külföldi kitüntetésnek, egyebek között a német vörös sasrend középkeresztjének tulajdonosa volt.

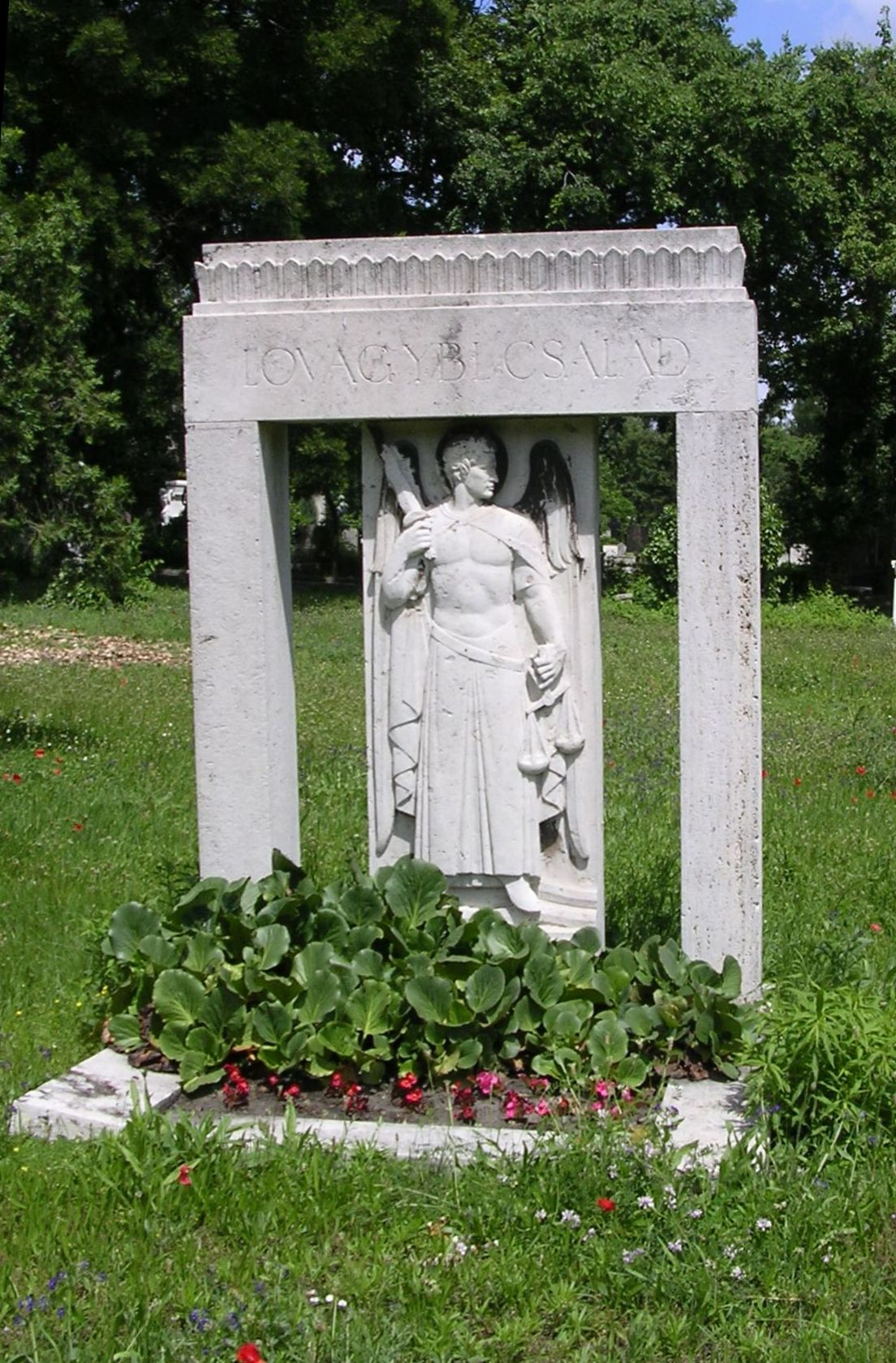
Sírja a Fiumei úti sírkertben, 2004-ben. (35-10-7) Alkotó: Weichinger Károly – Ohmann Béla, 1939.

## Családja
Ybl Lajos és Fábián Magdolna fia. Felesége Mayer Ilona volt, akivel 1881. november 22-én Szegeden házasodott össze, egy fiuk született, Ybl Ervin Ferenc Nándor Lajos.
Fia dr. Ybl Ervin lovag, kultuszminiszteri tanácsos lett, de volt egyetemi magántanár, később mint kitűnő művészeti szakíró lett a Budapesti Hírlap belső munkatársa, ugyanakkor állandó munkatársa volt a havonta megjelenő Magyar Művészet folyóiratnak is.

## Ismert épületei
- 1892–1893: Városháza, 6800 Hódmezővásárhely, Kossuth tér 1.[4]
- 1896–1901: Millenniumi templom, Temesvár, Piața Romanilor 6.[5]
- 1903: Országos Gyermekvédő Liga Otthona, 6726 Újszeged, Csanádi u. 34.[6]
- 1903–1905: Wágner-villa, 1125 Budapest, Istenhegyi út 88.[7]
- 1905: Budapesti Magyar Királyi Állami Gyermekmenhely (ma: Heim Pál Országos Gyermekgyógyászati Intézet), 1089 Budapest, Üllői út 86.[8]
- 1909–1910: Blitz Mórné bérháza, 1074 Budapest, Rottenbiller utca 35.[9]
- 1909–1910: Székesfővárosi kislakásos bérház, 1087 Budapest, Szörény utca 5-7.[10][11] – épült Bárczy István kislakás- és iskolaépítési programja keretében
- 1910 k.: Blitz-ház, 1077 Budapest, Rottenbiller utca 35.[12]
- 1912: Pápai Manó háza, 1146 Budapest, Thököly út 61.[13][14]
- 1913–1914: Állami polgári fiúiskola (ma: Batsányi János Gimnázium), 6640 Csongrád, Kossuth Lajos tér 1.[13][15][16]
- ?: Római katolikus főgimnázium, Selmecbánya[13]

Részt vett a Sváb Gyula-féle iskolaépítési programban, ahol egy vagy több iskolaépületet tervezett (helyszín nem ismert). 1915 és 1918 között az ő tervei alapján zajlott a Szentesi gimnázium (ma: Horváth Mihály Gimnázium) átépítése (épült: 1887–1888, tervezte: Benkó Károly).

## Emléke
- Mellszobra: Hódmezővásárhely, Kossuth tér 1.[19]

## Képtár

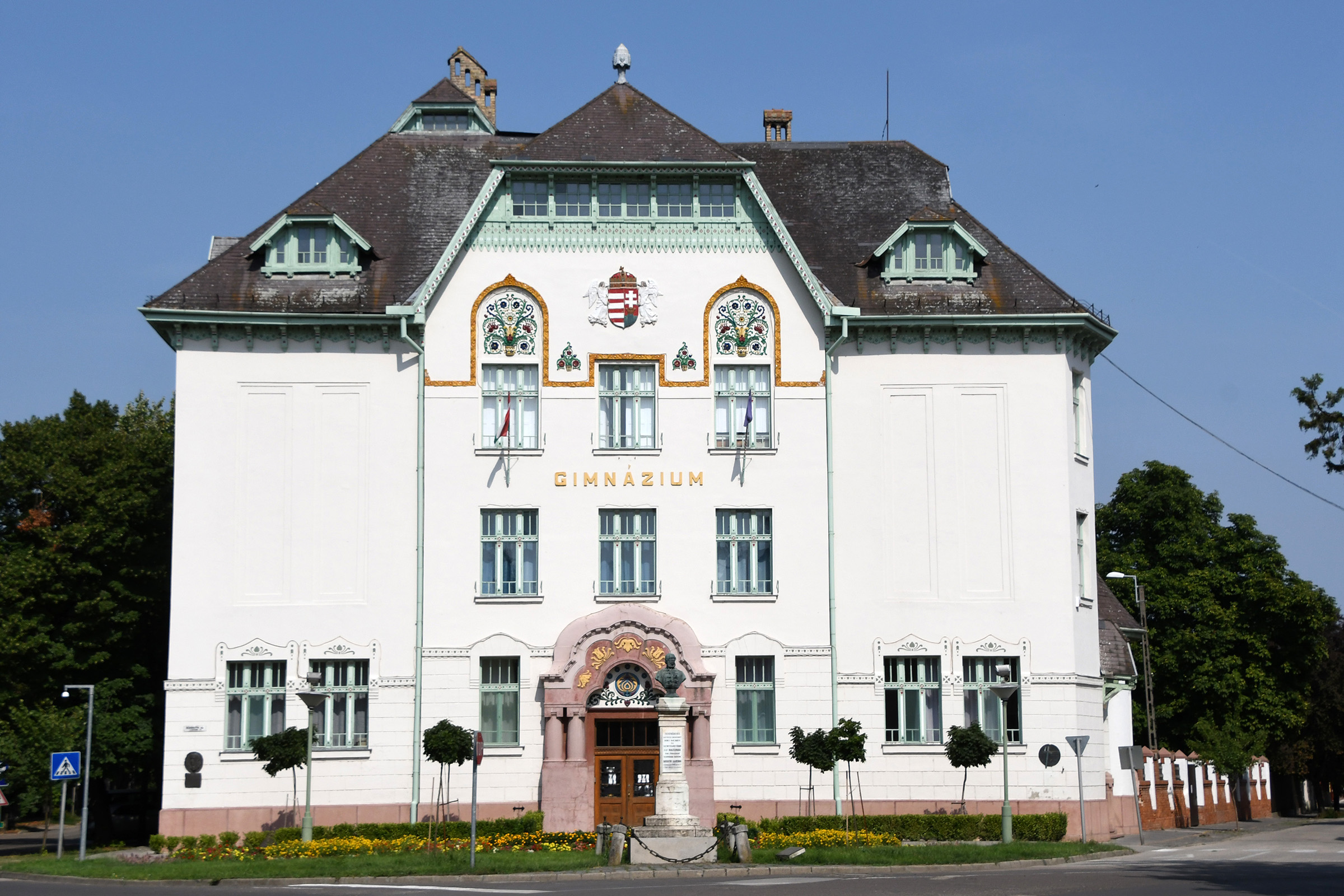
Állami polgári fiúiskola, Csongrád
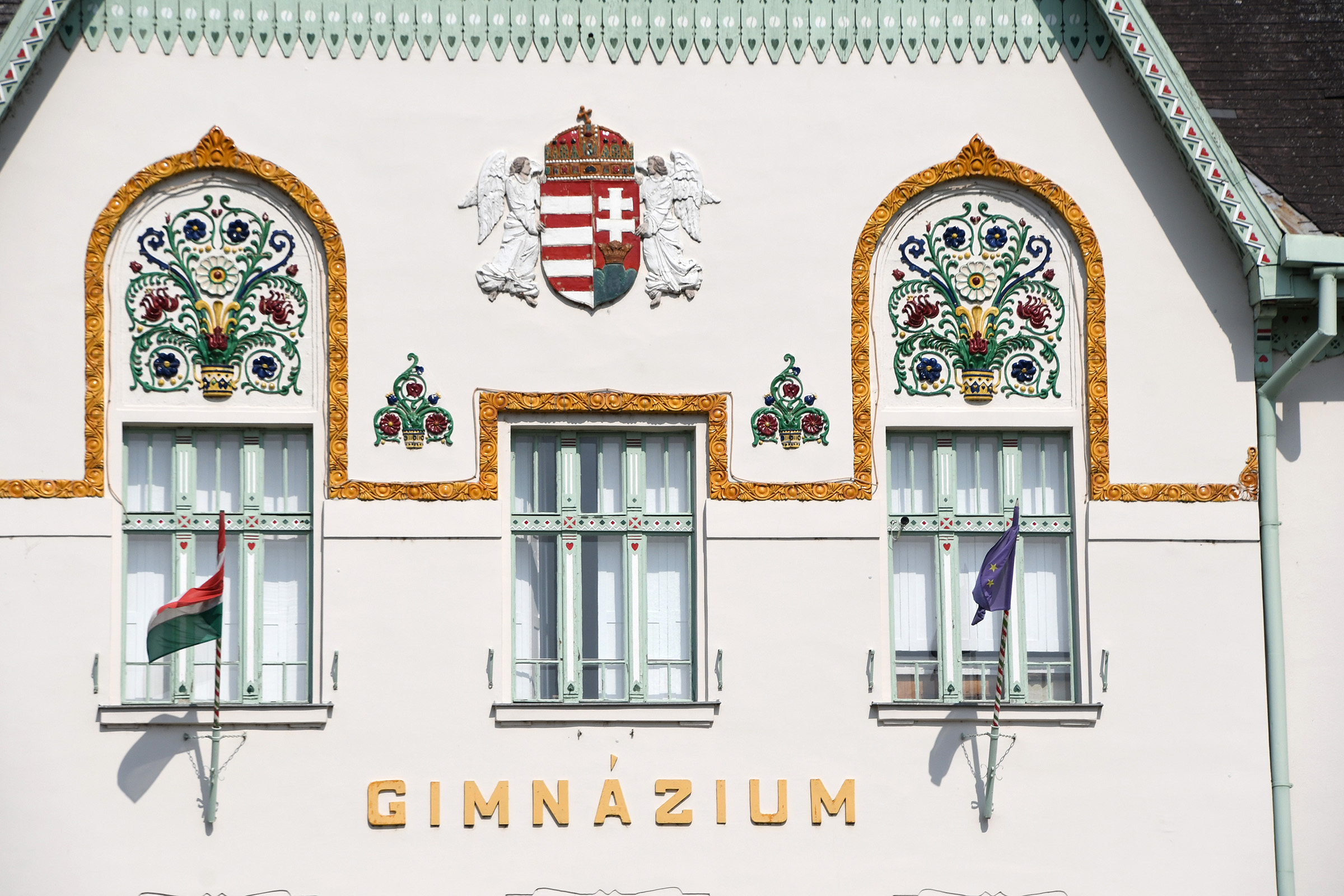
Állami polgári fiúiskola, Csongrád (részlet)
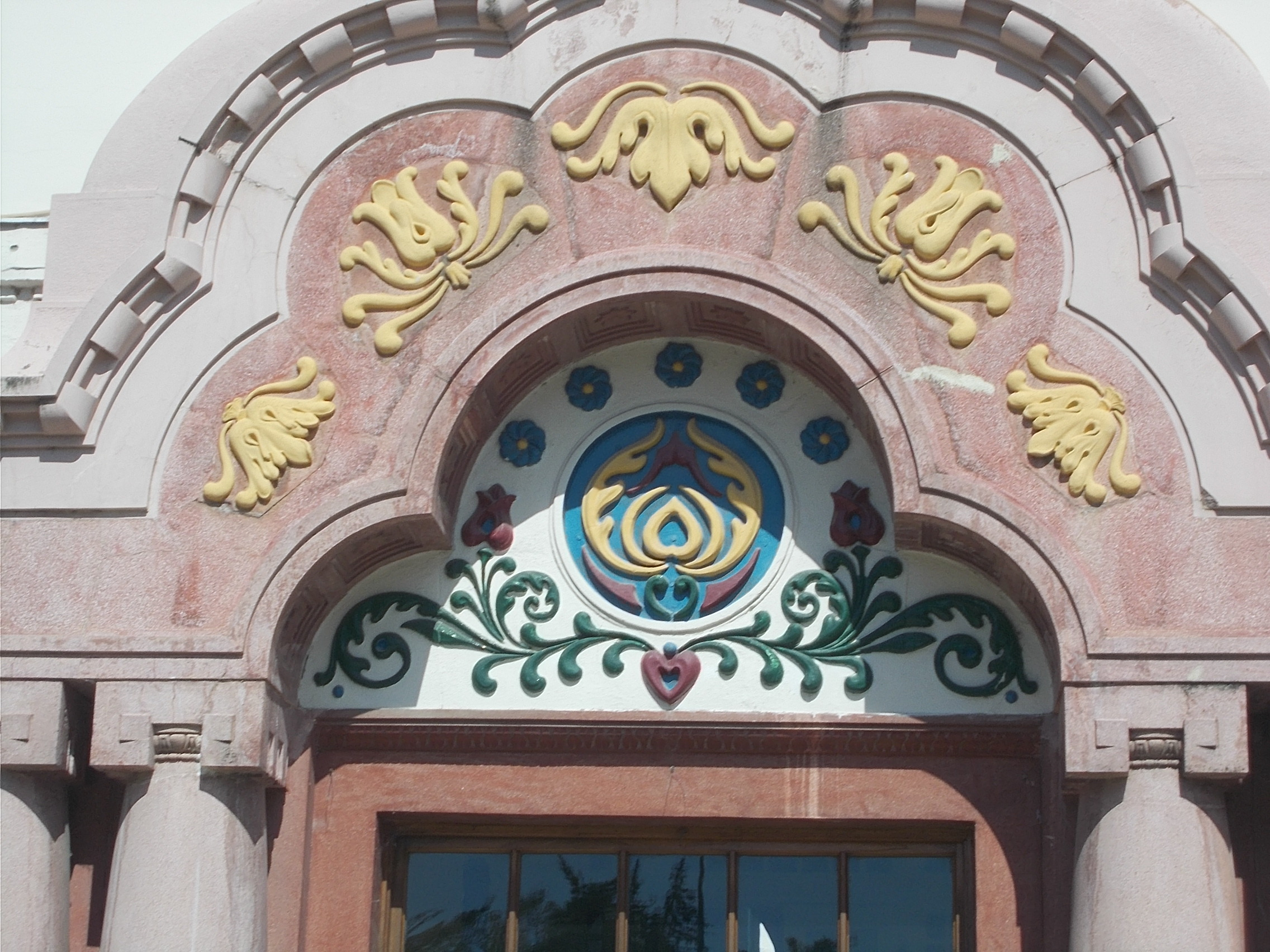
Állami polgári fiúiskola, Csongrád (részlet)
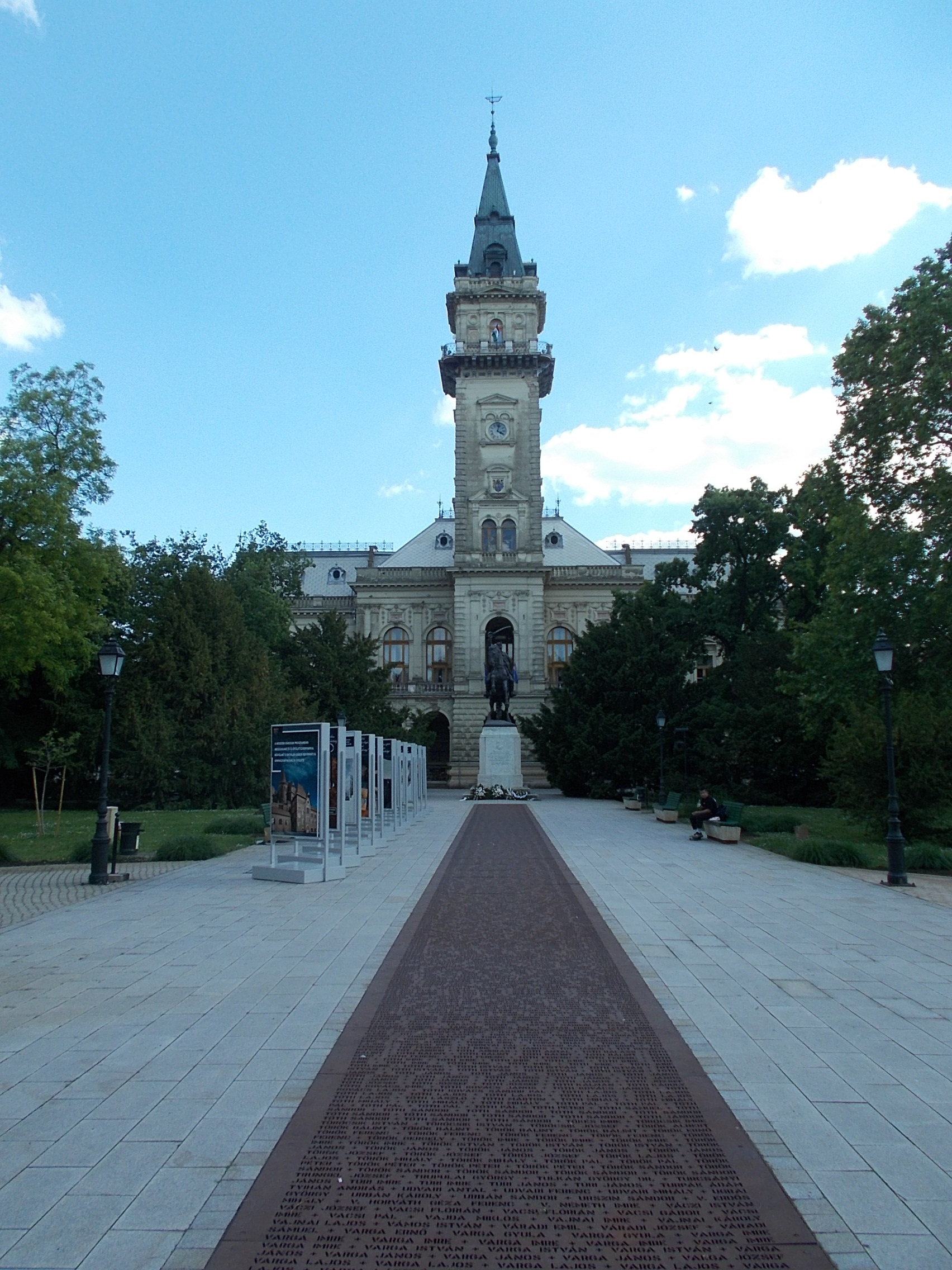
Városháza, Hódmezővásárhely
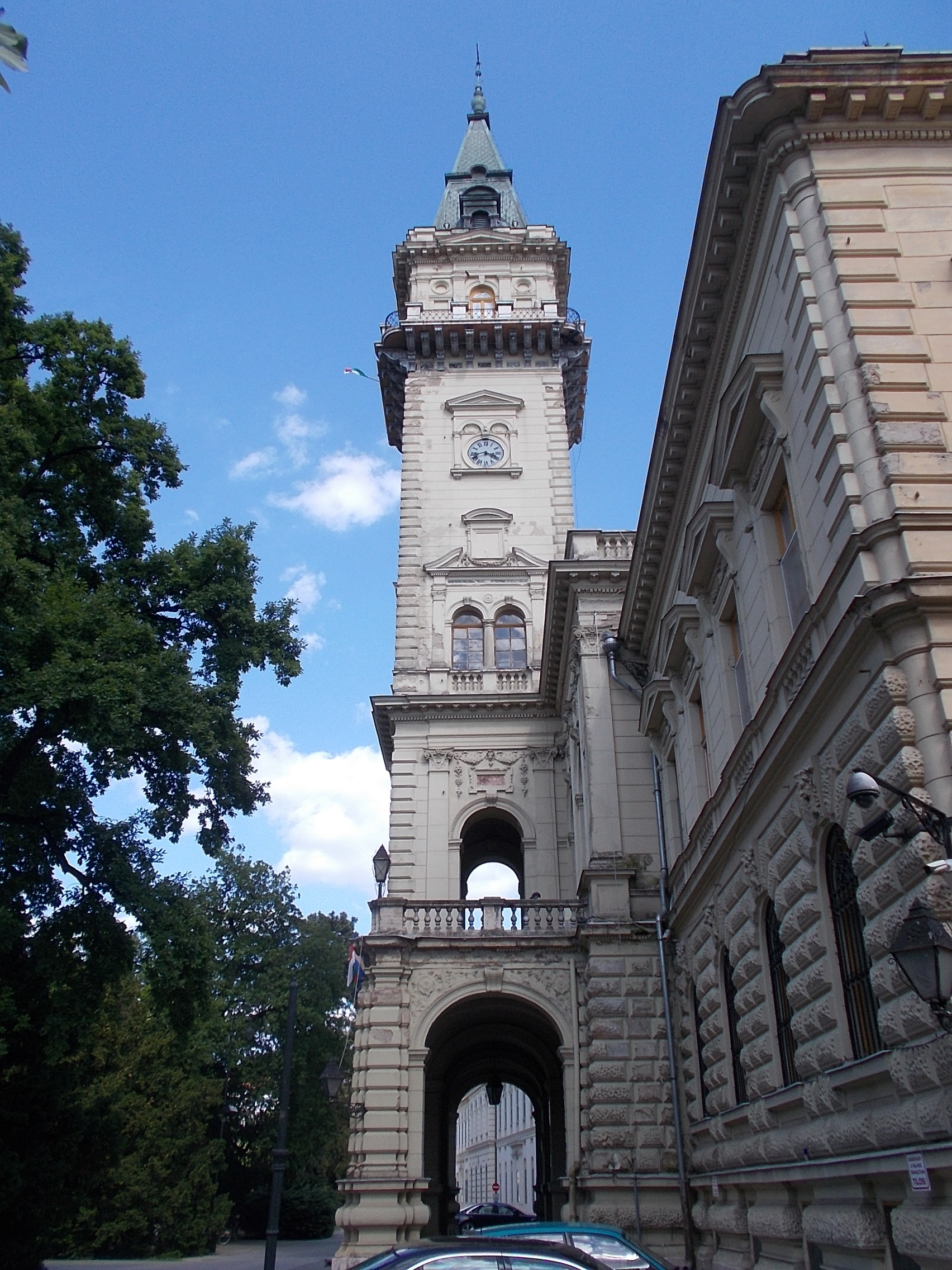
Városháza, Hódmezővásárhely (részlet)
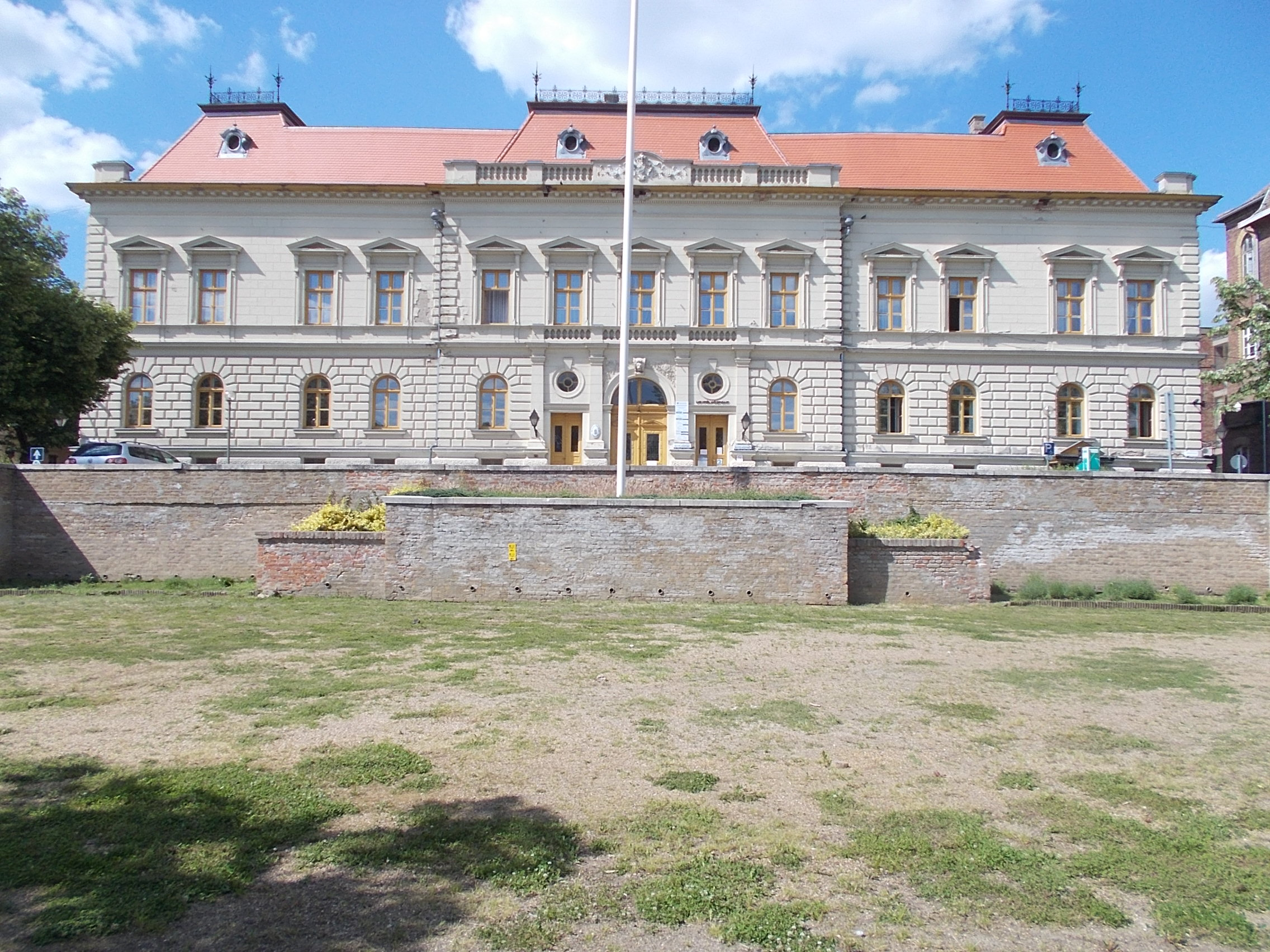
Városháza, Hódmezővásárhely (hátsó homlokzat)
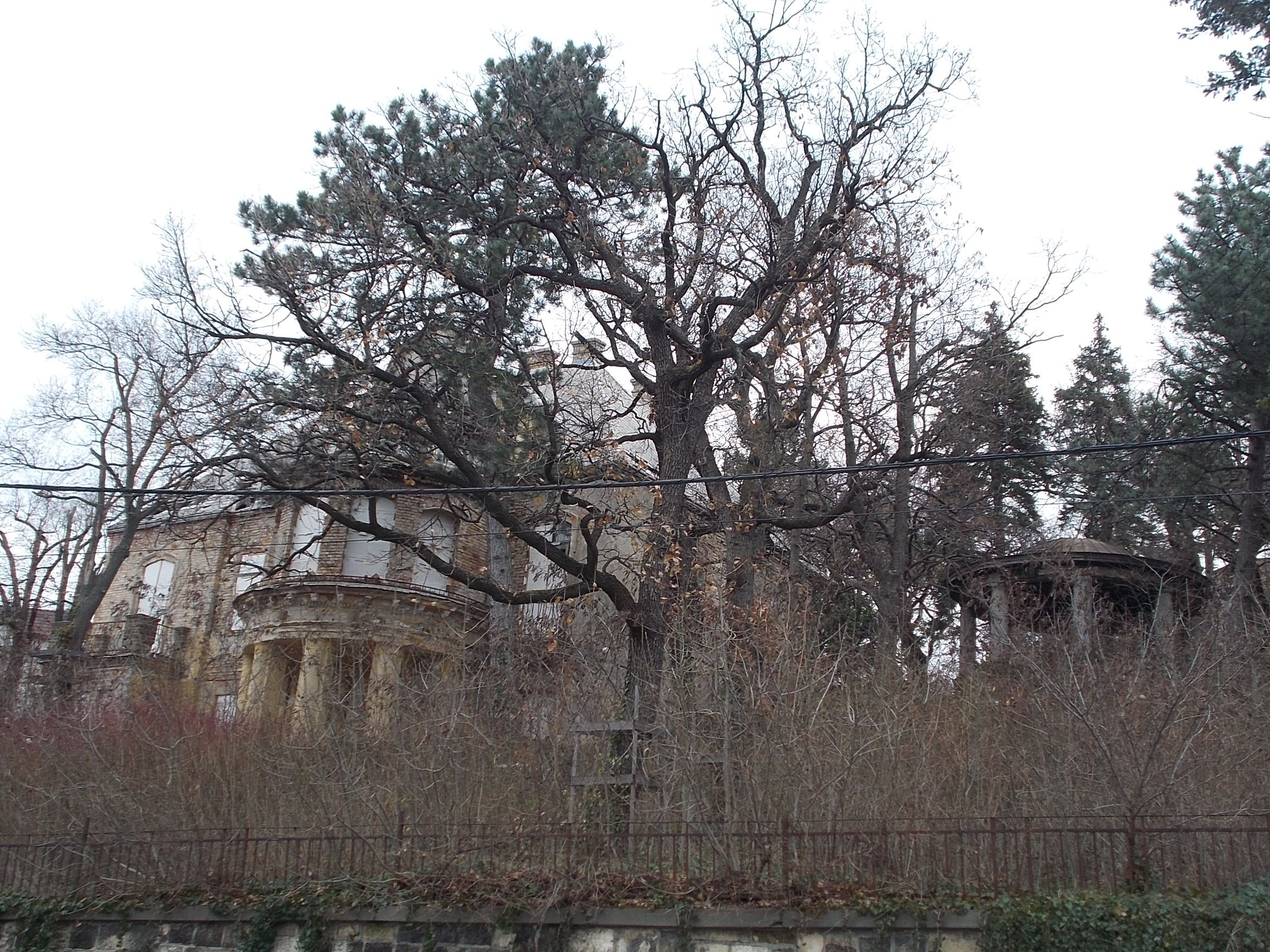
Wágner-villa, Budapest
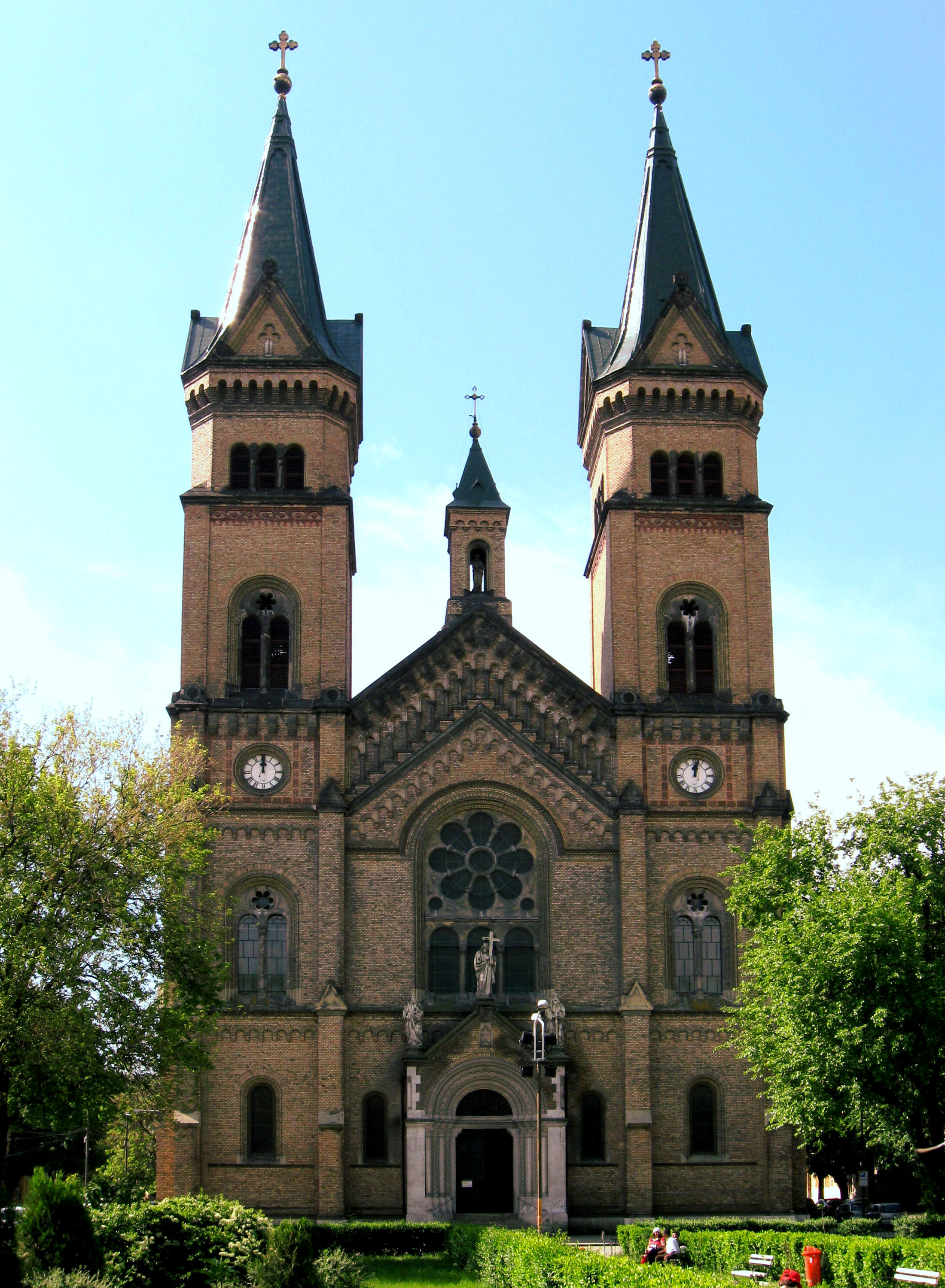
Millenniumi templom, Temesvár
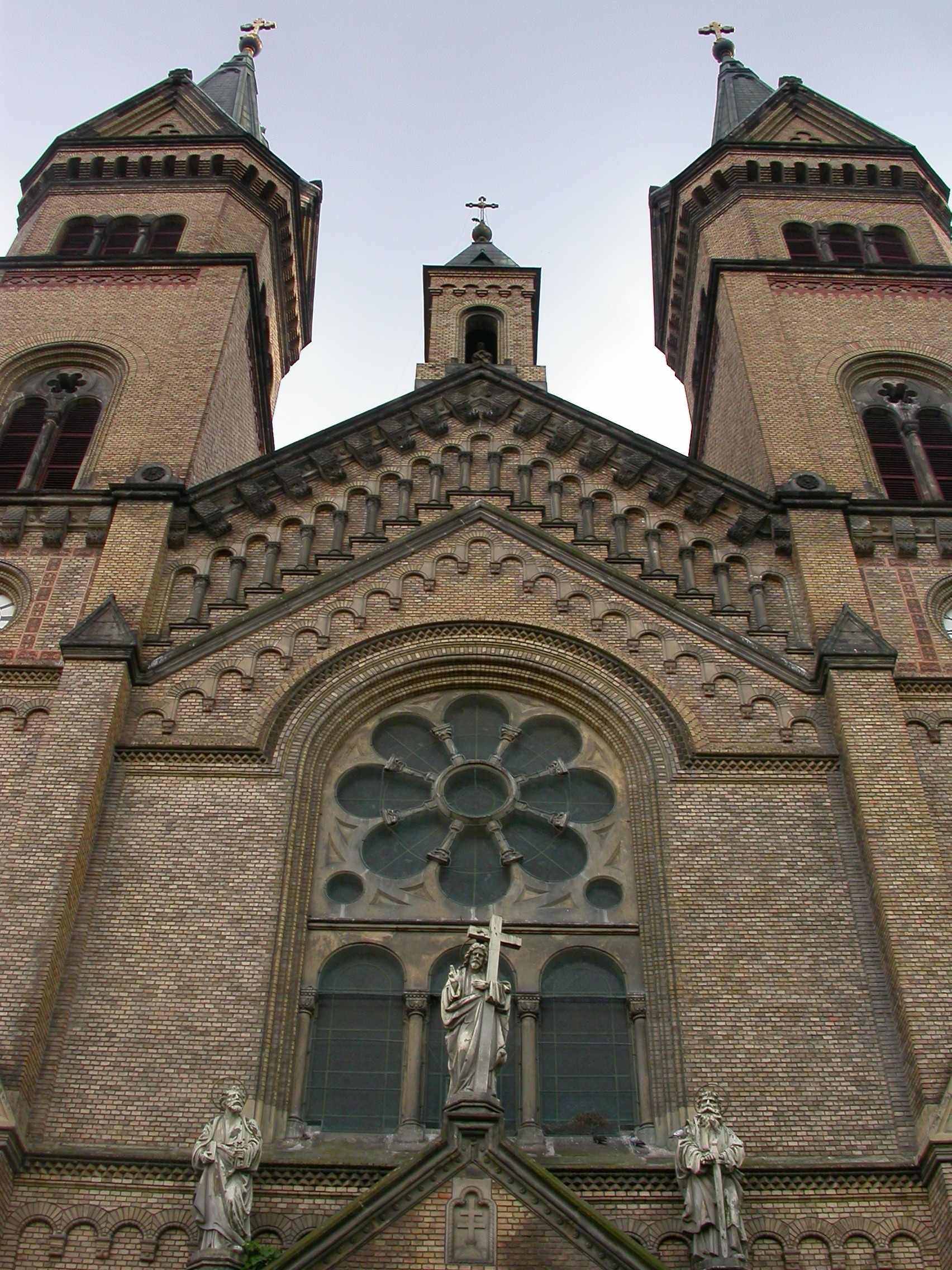
Millenniumi templom, Temesvár (részlet)
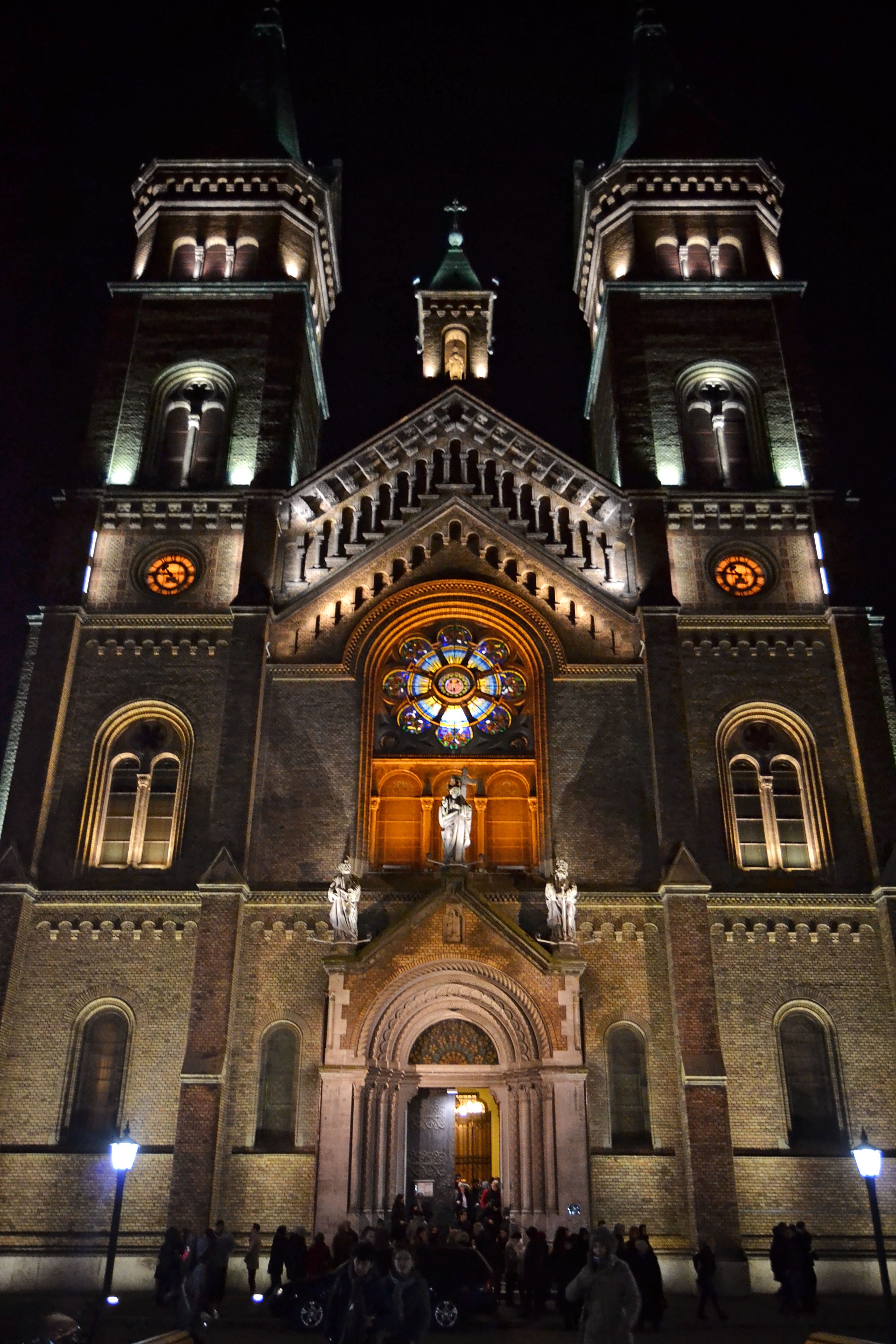
Millenniumi templom, Temesvár (éjjeli kivilágításban)
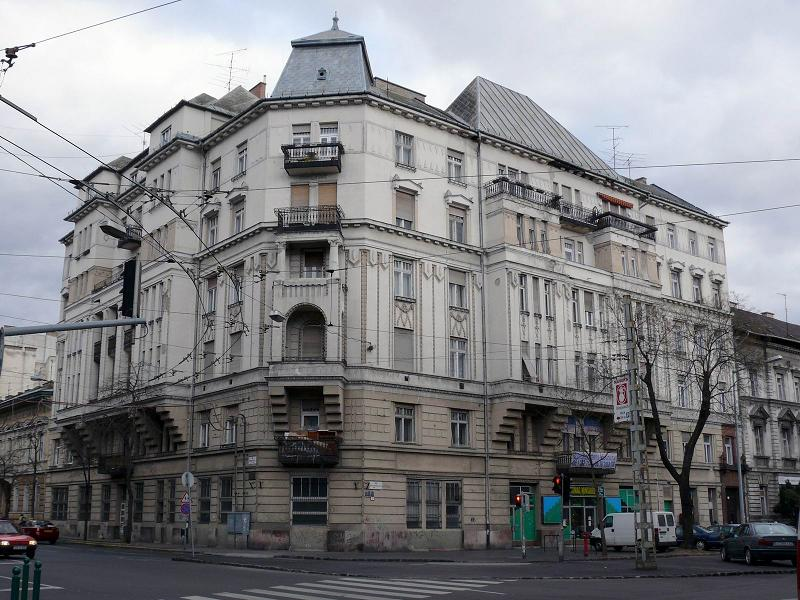
Blitz-ház, Budapest
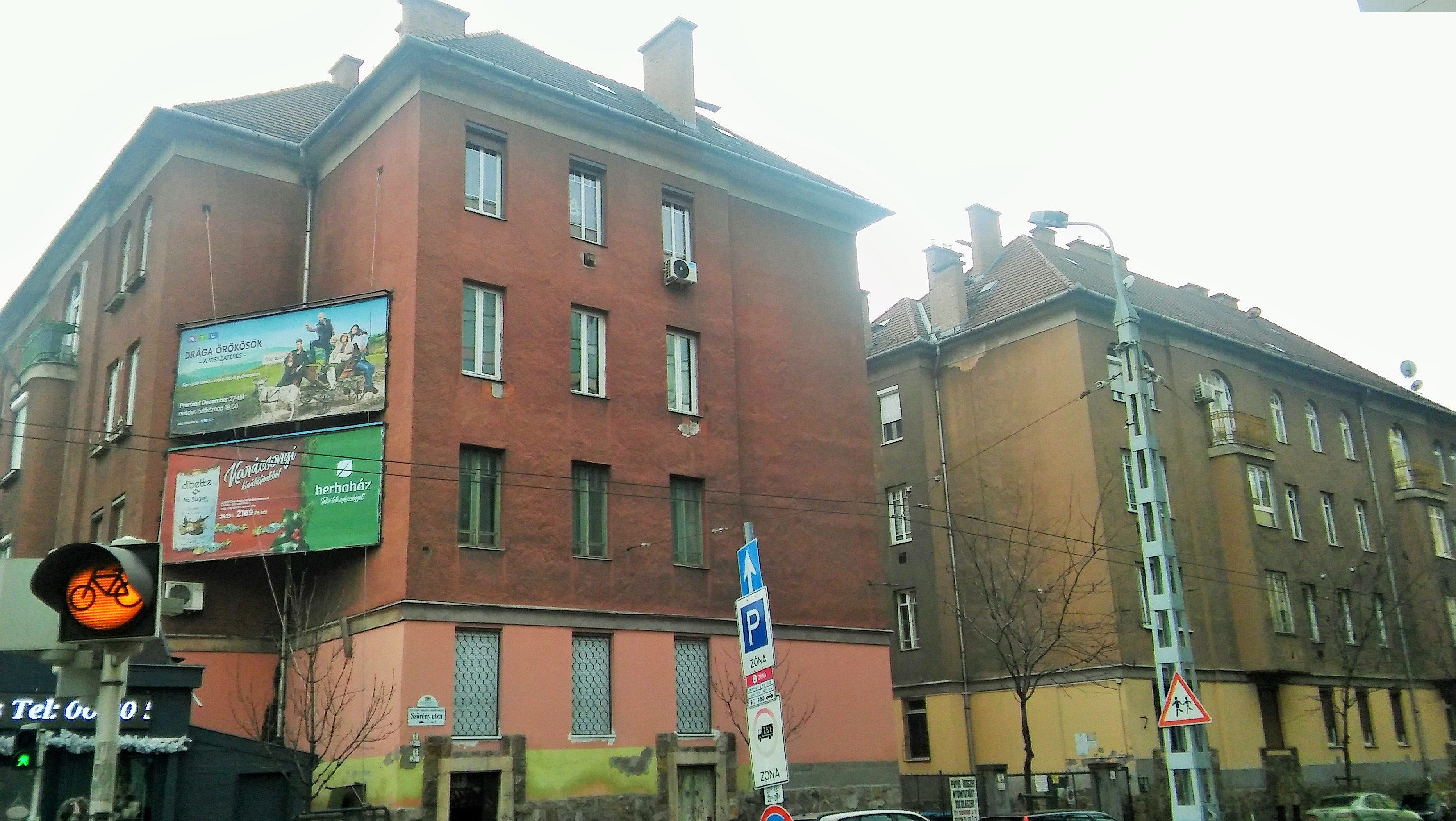
Hungária körút székesfővárosi bérházak, Budapest
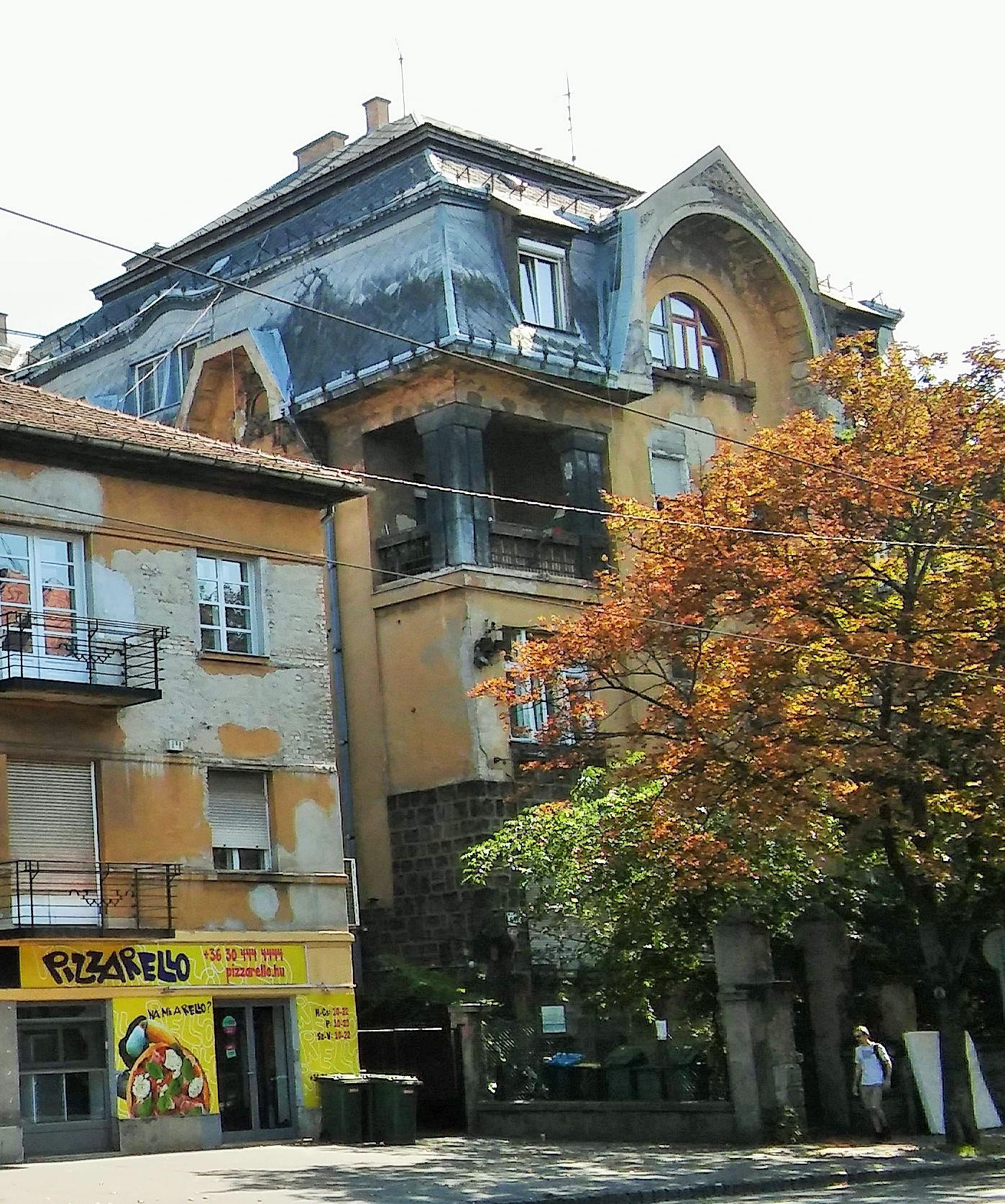
Pápai Manó háza, Budapest